# マヌエル・オクタビオ・ベルムデス
マヌエル・オクタビオ・ベルムデス・エストラーダ（Manuel Octavio Bermúdez Estrada、1961年10月15日 - 2024年10月17日）は、コロンビアのシリアルキラー。少なくとも21人の児童をレイプ・殺害したとみられ、El Monstruo de los Cañaduzales (サトウキビ畑の怪物)と呼ばれた。

## 犯行
幼少期は孤児として養母と暮らすが、日常的に虐待を受け、バルコニーから投げ落とされ手足を骨折した。この後遺症で足を引きずるようになった。後に別の養父へ預けられたが、アルコール依存症が原因でこちらでも虐待を受けていた。壮絶な人生を送っていたが結婚もしており、数人の子供をもうけている。
1999年から2003年にかけてバジェ・デル・カウカ県で少なくとも21人の子供に性的暴行を加えて殺害した。
犠牲者の一人である12歳のルイス・カルロス・ガルベスはベルムデスと一緒にいたところを彼の母親に目撃され、通報で2003年7月18日に逮捕された。警察はベルムデスの部屋を捜索し、注射器、リドカイン、犠牲者の腕時計、殺人事件についての新聞の切り抜きを押収した。
21人の殺害を自供していたが、見つかった遺体は17人である。2004年3月20日、懲役40年を宣告され、50人以上の殺害に関与した疑いが持たれている。

## 死去
2024年10月17日、刑務所による移送中、カウカ県のパンアメリカハイウェイでコロンビア革命軍の残党の攻撃を受けて、刑務官2名と共に死亡。